# Kobe

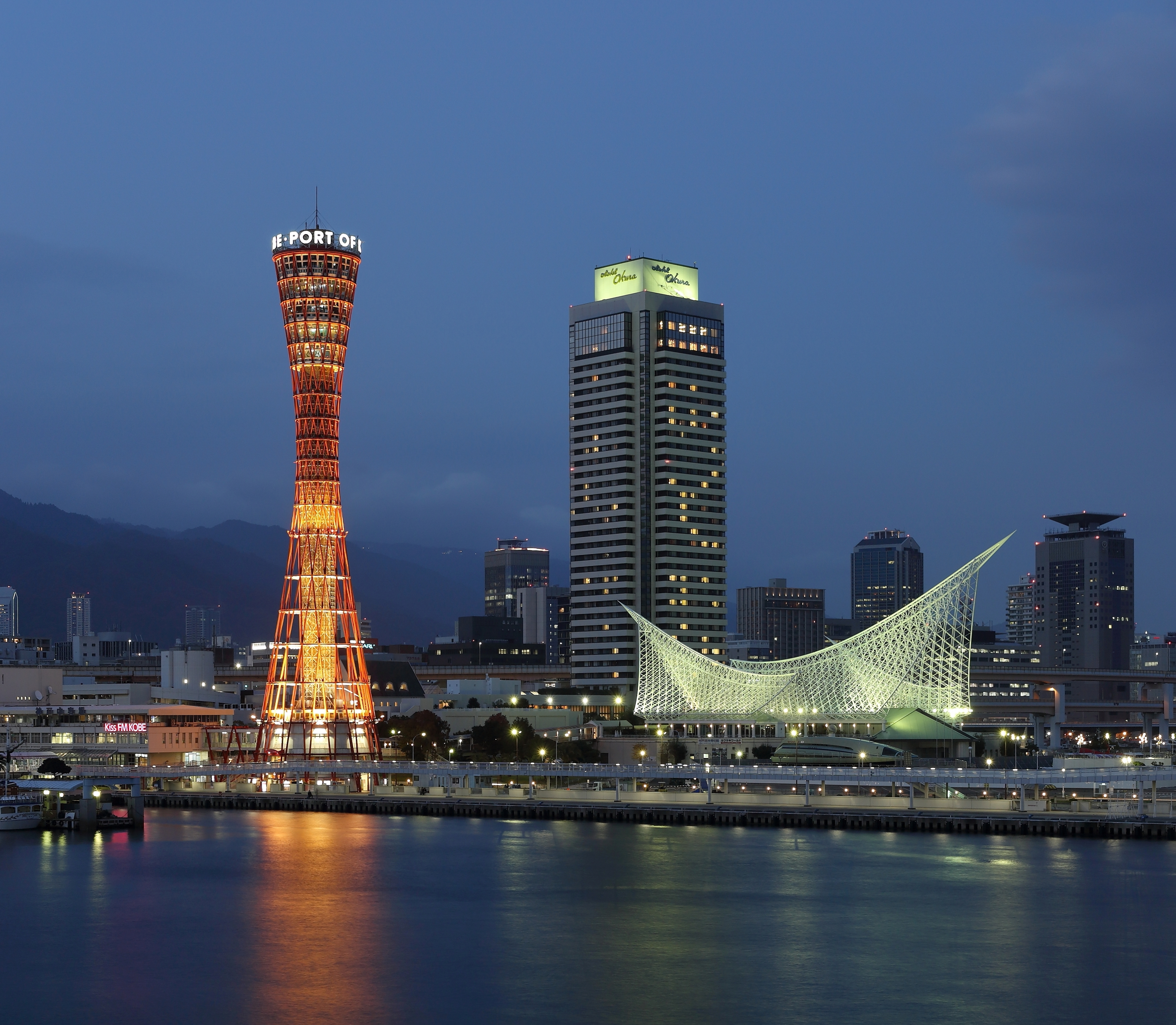
Port de Kōbe amb la seva característica torre (esquerra) i el museu marítim.

Kōbe (神戸市, Kōbe-shi) és una ciutat i municipi del Japó, localitzada a l'illa de Honshu, a les coordenades 34° 41′ 28″ N, 135° 10′ 58″ E / 34.69111°N,135.18278°E i a una altitud de 35 msnm.
Kobe és la capital de la prefectura de Hyogo i és un dels ports més importants. Es troba a la regió de Kansai del Japó, al sud-est d'Osaka. Fou una de les primeres ciutats a tenir lligams comercials amb Occident cap a l'any 1868.
La ciutat portuària cosmopolita té 45.500 residents estrangers de més d'un centenar de països, entre els quals destaquen Corea (22.200 residents), la Xina (12.500), Vietnam (1.300) i els Estats Units (1.200).
Tot i que el terratrèmol de Kobe l'any 1995 va fer que perdés part de la seva rellevància com a ciutat portuària, continua sent el quart port amb més activitat del Japó. Algunes de les empreses que tenen la seva seu principal a Kobe són ASICS o Kawasaki Heavy Industries. Més de 100 empreses internacionals tenen la seu asiàtica o japonesa en aquesta ciutat, com Nestlé. La ciutat és també el lloc d'origen i denominació de la vedella de Kobe.

## Geografia

### Districtes
| Nom          | Japonès | Superficie (km²) | Població (2020) | Densitat (h/km²) | Creació |
| ------------ | ------- | ---------------- | --------------- | ---------------- | ------- |
| Nishi        | 西区    | 5,98             | 110.845         | 18.536           | 1943    |
| Kita         | 北区    | 6,32             | 90.733          | 14.356           | 1932    |
| Tarumi       | 垂水区  | 8,87             | 103.290         | 11.645           | 1989    |
| Suma         | 須磨区  | 4,67             | 79.450          | 17.013           | 1943    |
| Nagata       | 長田区  | 4,54             | 83.963          | 18.494           | 1925    |
| Hyōgo        | 兵庫区  | 9,75             | 127.359         | 13.062           | 1943    |
| Chūō         | 中央区  | 13,27            | 177.399         | 13.368           | 1925    |
| Nada         | 灘区    | 15,28            | 191.940         | 12.562           | 1974    |
| Higashi-Nada | 東灘区  | 8,37             | 129.106         | 15.425           | 1943    |
| Osaka City   | 大阪市  | 225,21           | 2.751.527       | 12.218           | 1879    |

## Història

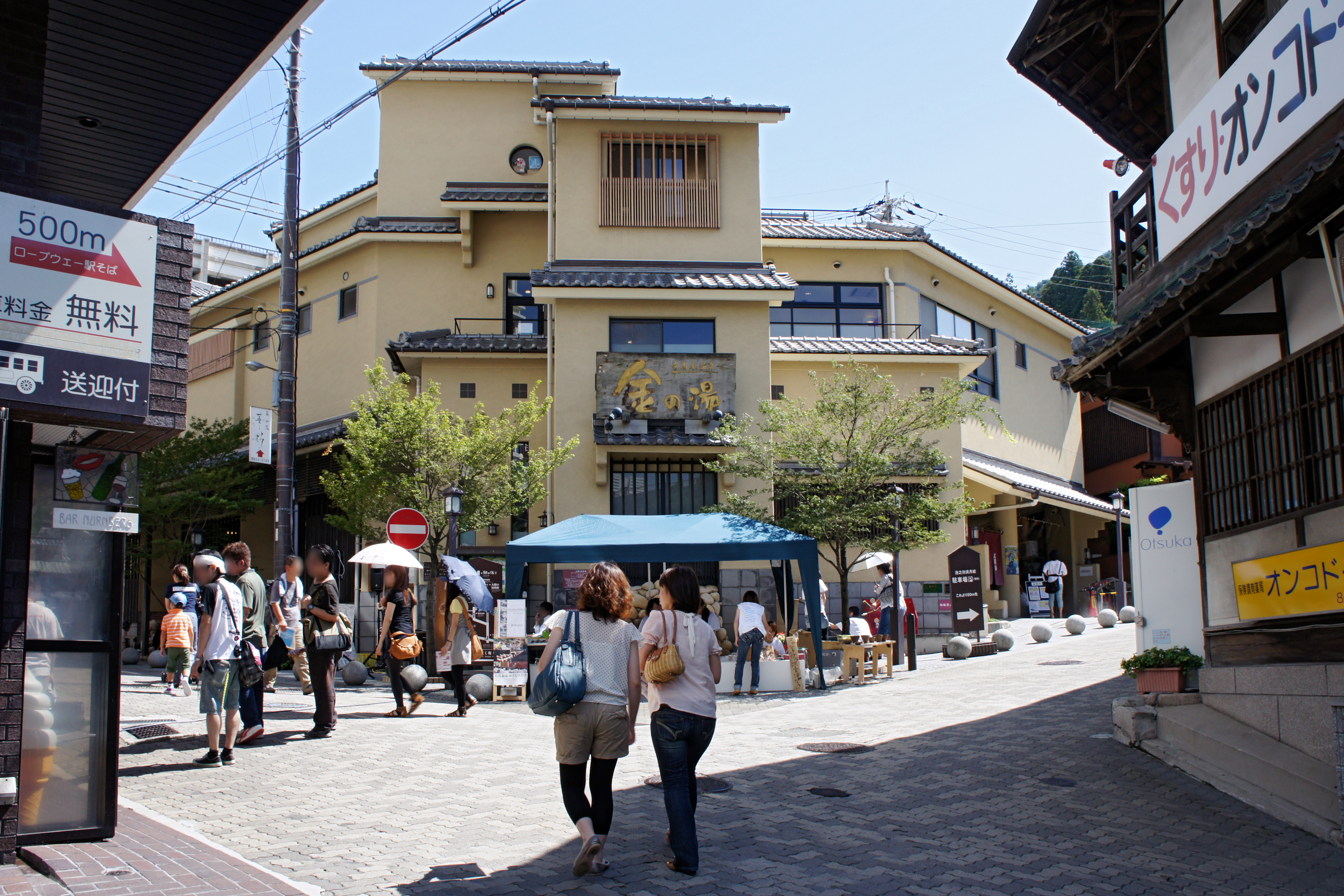
Arima-Onsen.

Els primers pobladors daten del segle v aC, segons semblen provar les restes arqueològiques, però els primers documents que la mencionen són del segle ii. A l'Edat Mitjana era un dels ports més importants del Japó, perquè de la ciutat sortien els missatgers cap a la Xina. El comerç és un dels principals motors de la ciutat.
El seu nom deriva de "kanbe" (神戸), un títol arcaic atorgat als procuradors del santuari Ikuta. Kobe es va convertir en una de les 17 ciutats designades en 1956. Després del final de la política d'aïllament en 1853, Kobe es va convertir en una de les ciutats que va obrir el comerç a Occident, i des de llavors ha estat coneguda com a ciutat portuària i cosmopolita.
La ciutat va ser parcialment destruïda pels bombardejos americans el 1945 i per un terratrèmol el 1995. El dimarts 17 de gener de 1995, a les 05:46 am JST, hora del Japó, va tenir lloc un terratrèmol de magnitud 6,9 en l'escala de Richter, amb l'epicentre a prop de la ciutat. Va causar 5.000 morts i va deixar 300.000 persones sense llar. Així mateix va destruir una gran part de les instal·lacions portuàries. Fou un dels desastres naturals més costosos, en xifres econòmiques, de la història moderna.

## Demografia
Fins al 2008, la ciutat tenia 1.529.116 habitants i una densitat de 2.755,77 habitants/km². Kobe té una superfície de 549,38 km². Al voltant del 13 % de la població és menor de 14 anys, el 67 % són persones d'entre 15 i 64 anys, i el 20 % són més grans de 65 anys.

## Cultura
Tant de bou com de vedella, la carn de Kobe (coneguda internacionalment com a Kobe beef) és una de les més apreciades del món pels gurmets. Els animals, abans de ser sacrificats, reben diverses cures entre els quals s'inclouen els massatges que relaxen els músculs i fan la carn més tendra. A més, els donen cervesa i grans de sèmola diàriament.
Kobe també és famós per les seves aigües termals i per les vistes nocturnes de la ciutat tant des de les muntanyes properes com de la costa. També és coneguda per ser una ciutat exòtica, gràcies a la seva història com a ciutat portuària, dins dels estàndards japonesos. Kobe és una ciutat cosmopolita associada a la moda, en la qual se celebra dues vegades per any un festival de la moda conegut com a Kobe Collection. També se celebra un altre tipus de festival des de 1981: El festival de jazz de Kobe, aquest és un altre exemple de la internacionalitat de la ciutat de Kobe, el jazz va ser importat des d'Amèrica en els anys 60, època en la qual la cultura americana va influenciar Japó.

## Clima
Kobe té un clima subtropical humit amb estius i hiverns freds. Les precipitacions són significativament més abundants a l'estiu que a l'hivern, encara que, en general, són inferiors, respecte a la resta de localitzacions de l'illa.

## Fills il·lustres
- Ryōji Noyori (1938 -) químic, Premi Nobel de Química de l'any 2001.

## Agermanaments
Kobe té sis ciutats agermanades i d'altres associades :
- Seattle, Estats Units (1957)
- Marsella, França (1961)
- Rio de Janeiro, Brasil (1969)
- Riga, Letònia (1974)
- Maracay, Veneçuela
- Brisbane, Austràlia (1985)
- Barcelona, Espanya, (1993)
- Faisalabad, Pakistan (2000)[7]
- Bam, Iran (2008)
- Pisco, Perú (2007)
- Haifa, Israel (2004)
- Johannesburg, Sud-àfrica (2007)

### Ports marítims agermanats
Els Ports marítims agermanats amb Kobe són :
- Rotterdam, Països Baixos (1967)
- Seattle, Estats Units (1967)

### Altres ciutats associades
- Tianjin, Xina (Ciutat amistosa) (1973)
- Filadèlfia, Estats Units (Ciutat de l'amistat i la cooperació) (1986)
- Terni, Itàlia (Ciutat amistosa)